# 上韦尔塞耶
上韦尔塞耶（法語：Verseilles-le-Haut，法語發音：[vɛʁsɛj lə o]）是法国上马恩省的一个市镇，与下韦尔塞耶相邻，属于朗格勒区。

## 地理
上韦尔塞耶（47°46'11"N, 5°17'52"E）面积2.83 平方千米，位于法国大東部大區上马恩省，该省份为法国东北部内陆省份，北起马恩省和默兹省，西接奥布省，西南接科多尔省，东南接上索恩省，东临孚日省。
与上韦尔塞耶接壤的市镇（或旧市镇、城区）包括：布雷讷、隆若-佩尔塞、奥尔瑟沃、下韦尔塞耶、维勒居西安勒拉克。

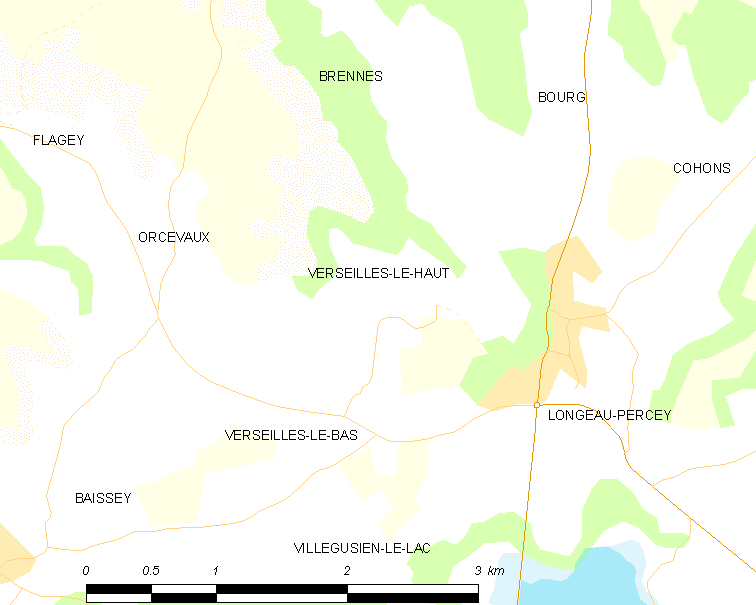
上韦尔塞耶的OSM定位图

上韦尔塞耶的时区为UTC+01:00、UTC+02:00（夏令时）。

## 行政
上韦尔塞耶的邮政编码为52250，INSEE市镇编码为52516。

## 政治
上韦尔塞耶所属的省级选区为维勒居西安勒拉克县。

## 人口

1962-2008年间上韦尔塞耶人口变化图示

上韦尔塞耶于2022年1月1日时的人口数量为48人。